# همت (فیلم ۲۰۰۳)
همت (به هندی: Dum) فیلمی محصول سال ۲۰۰۳ و به کارگردانی ایشوار نیواس است. در این فیلم بازیگرانی همچون ویوک اوبروی، دیا میرزا، آتول کولکارنی، گویند نامدو، موکش ریشی، سوشانت سینگ، شبا آکاشدپ، یاشپال شارما و یانا گوپتا ایفای نقش کرده‌اند.